# Швець Наталія Вікторівна
Наталія Вікторівна Швець (рос. Наталья Викторовна Швец; нар. 28 березня 1979, Севастополь) — російська акторка театру та кіно,

## Життєпис
Народилася 28 березня 1979 року. Батько Наталі військовий офіцер-підводник, мати — медичний працівник. У неї є єврейське коріння. Дід був єврейським священиком. У дитинстві займалася в хореографічному гуртку.
У 14 років дебютувала на кіноекрані. Керівник театрального класу, у якому вона навчалася, порекомендував знімальній групі фільму «Єврейська вендета», яка приїхала до Севастополя з Тель-Авіва. Режисерові дівчинка впала в око, і її затвердили на головну дитячу роль.
З 1996 по 2000 рік навчалася у Театральному училищі ім. Щукіна (курс Олександра Костянтиновича Граве). З другого курсу театрального училища почала знімалася у кіно.
З 2000 по 2001 рік працювала в театрі «Модерн».
Співпрацює з «Театром ім. Пушкіна», «Театральним товариством 814», «Центром драматургії та режисури», ПЦ «Новий Глобус», «Театром ім. Вахтангова», Театром «АпАРТе» та «Ленкомом».
У 2006 році прийнята в трупу Московського Художнього театру ім. Чехова.

## Особисте життя
Наталя Швець зустрічалася близько трьох років з Дмитром Дюжевим. Потім у неї був роман з режисером Олексієм Чістіковим.
У серпні 2010 року Наталя Швець народила дочку Марфу. Дитину виховує разом з її батьком. Але подробиць про нього не повідомляє.

## Творчість

### Театральні роботи
Театральним товариством 814
- Тамара — «Демон», реж. Кирило Серебренніков.

Московський драматичний театр імені О.С.Пушкіна
Надя — «Відверті полароїдні знімки», реж. Кирило Серебренніков.
«Центр драматургії та режисури»
- «Пластилін», реж. Кирило Серебренников;
- Лена — «І. О.», реж. Кирило Серебренников.

Театр «Новий глобус»
- Джульєтта — «Ромео & Джульєтта», реж. Роберт Стуруа.

Державний академічний театр імені Є. Вахтангова
- Ельвіра — «Дон Жуан і Сганарель», реж. Володимир Мірзоєв.

Московський драматичний театр «АпАРТе»
- Ірина — «Маша, Ірина, Ольга та ін.», реж. Юрій Любимов.

Ленком
- Маріанна — «Тартюф», реж. Володимир Мірзоєв.

Московський художній театр ім. Чехова
- Маріана, дочка Оргона — «Тартюф», реж. Ніна Чусова;
- Мег — Кен Людвіг «Пімадонни» 2006, реж. Євген Пісарєв;
- Майра Ерандел — Ноел Коуард «Весняна лихоманка» 2008, реж. Олександр Марін;
- Ліза і Дівчинка — Л.Толстой «Крейцерова соната» 2008, реж. Антон Яковлєв;
- Саша Лебедєва — А.Чехов «Іванов» 2009, реж. Юрій Бутусов.

### Фільмографія
- 1998 «Риби / Mazal dagim»
- 1999 «Юдейська вендета»
- 2000 «Маросейка, 12» — Діна
- 2001 «Ростов-тато» — Тамара
- 2002 «Каменська 2» — Ірина Мілованова
- 2002 «Щоденник вбивці» — Настенька
- 2003 «Каменська 3» — Ірина Мілованова
- 2003 «Перетворення» — Гретта
- 2004 «Адвокат» — Інга Дудкова
- 2004 «Прощальне ехо» — Рита Куликова / Готліб
- 2005 «Каменська 4» — Ірина Мілованова
- 2005 «Випадковий погляд»
- 2006 «Дев'ять місяців» — Світлана
- 2006 «Моя Пречистенка» — Лія, дочка Клари Дюро
- 2006 «Знаки кохання» — Маша
- 2006 «Невірність» —  Марина Вікторівна
- 2006 «Погоня за ангелом» — Марина Шматко
- 2006 «Хробак» —  Юкка
- 2007 «Морозов» — Варя
- 2007 «Секунда до …» — Лера / Валерія Сергіївна
- 2007 «Фото моєї дівчини» — Маша, журналістка глянцевого видання
- 2008 «Час радості» — Світлана Флемінський
- 2008 «Каменська 5» — Ірина Мілованова
- 2008 «Злочинна пристрасть» — Анжеліка Вікторівна
- 2008 «Фотограф» — Аріна-Дуня
- 2008 «Час радості» — Світлана Флемінська
- 2009 «Снігова людина» — Люся
- 2010 «Хрест у колі» — Ліка
- 2010 «Дорога назад» — Тетяна Ледієва, фотохудожник
- 2010 «Виходжу тебе шукати» — Ольга, дружина Дениса
- 2010 «Зворотній шлях» — Тетяна
- 2010 «Охоронець-3» — Олександра
- 2011 «Про що ще говорять чоловіки» — Віка, кохана дівчина Саші
- 2011 «Распутін» — княгиня Ірина Юсупова
- 2012 «Виходжу тебе шукати 2» — Ольга
- 2014 «Біси» — Марія Гнатівна Шатова
- 2015 «Ковзання» — Юля, дружина попелу
- 2015 «Рая знає» — Ірина Савченко
- 2015 «Власик. Тінь Сталіна» — Мільда
- 2015 «Каменська 6» — Ірина Мілованова
- 2016 «Полювання на диявола» — Софія Дубровіна
- 2017 «Не разом» — Женя

## Нагороди
- 2003 — Премія «Чайка» в номінації «Прорив» за роль Тамари у спектаклі «Демон».
- 2009 — Молодіжна Премія «Тріумф»[1].